# Josef Anton Gaisser
Josef Anton Gaisser, född 1853, död 1920, var en tyskfödd kyrkomusikforskare, även känd som Dom Ugo Atanasio.
Gaisser var benediktinmunk i Namur, professor och lektor i grekisk koral vid Collegio greco di Sant'Atanasio i Rom. Han skrev bland annat Le système musical de l'église grecque d'après la tradition (1901). Gaisser tillhörde den av François-Auguste Gevaert påverkade forskartradition, som ensidigt betonade den antika grekiska musikens betydelse för utbildningen av gregoriansk koral.